# New Port Richey
New Port Richey és una població dels Estats Units a l'estat de Florida. Segons el cens del 2000 tenia 26.033 habitants.

## Demografia
Segons el cens del 2000, New Port Richey tenia 16.117 habitants, 7.231 habitatges, i 3.962 famílies. La densitat de població era de 1.379,8 habitants/km².
Dels 7.231 habitatges en un 21,6% hi vivien nens de menys de 18 anys, en un 39% hi vivien parelles casades, en un 11,7% dones solteres, i en un 45,2% no eren unitats familiars. En el 37,4% dels habitatges hi vivien persones soles el 20,2% de les quals corresponia a persones de 65 anys o més que vivien soles. El nombre mitjà de persones vivint en cada habitatge era de 2,11 i el nombre mitjà de persones que vivien en cada família era de 2,76.
Per edats la població es repartia de la següent manera: un 19,1% tenia menys de 18 anys, un 7,4% entre 18 i 24, un 24,5% entre 25 i 44, un 20,7% de 45 a 60 i un 28,3% 65 anys o més.
L'edat mediana era de 44 anys. Per cada 100 dones de 18 o més anys hi havia 82,9 homes.
La renda mediana per habitatge era de 25.881 $ i la renda mediana per família de 32.172 $. Els homes tenien una renda mediana de 25.318 $ mentre que les dones 20.501 $. La renda per capita de la població era de 16.644 $. Entorn del 12,3% de les famílies i el 16,6% de la població estaven per davall del llindar de pobresa.

## Poblacions més properes
El següent diagrama mostra les poblacions més properes.